# 丸山明恵
丸山 明恵（まるやま あきえ、1978年7月16日 - ）は、長野県出身の女優。大判社、劇団 夢神楽所属。
身長156cm。体重50kg。血液型A型。趣味は中国拳法。特技は空手道。
長野県立丸子実業高等学校普通科、上田女子短期大学国文科、東京芸能術研究所俳優・声優科、ジャパンアクションエンタープライズJAEプロモーション卒業。

## 出演

### 映画
- 川の底からこんにちは（2010年） - 鈴木モトカ 役
- 華魂 HANA-DAMA 誕生（2014年） - 木村郁子 役

### テレビドラマ
- 梅ちゃん先生（2012年） - 歌の下手な女 役
- 港古志郎警視（2012年） - 山中栄子 役
- ボーイズ・オン・ザ・ラン（2012年） - あつやの女 役
- PANIC IN（2015年） - 主婦 役
- 蝶の山脈〜安曇野を愛した男〜（2015年） - 村の女 役
- 闇金ウシジマくん Season3（2016年） - 山下翔の母 役

### オリジナルビデオ
- ほんとにあった! 呪いのビデオ30（2008年） - 井上絵里子 役
- ほんとにあった怖い話16（2009年） - A子 役
- ほんとにあった! 呪いのビデオ36（2009年） - 吉沢詩織 役

### 舞台
- 焔-黒衣の誓い-（2004年） - 邪馨 ※デビュー作[4]
- ザ・ベース〜いつかの風の物語〜（2006年）
- とりあえずの死（2007年、2008年） - 貞春 役
- 四谷怪談（2007年） - お梅 役
- 月闇の詩（2007年） - 羅祥天 役
- 男冬村村会議事録（2007年） - 富乃 役
- 聖女の輪音（2008年） - デリシア 役
- タクシードライバー物語2 〜忘れ物はありませんか〜（2008年）
- 音楽劇 曾根崎心中（2008年）
- 真説・二宮金次郎（2009年）
- タクシードライバー物語2 〜忘れ物はありませんか〜再演（2009年）
- 白銀の鳴き砂-fortune in sandglass-（2009年） - スーラ 役
- 月闇の詩‐つきやみのうた‐（2009年） - 羅祥天 役
- 月影の双天衣-つきかげのそうてんい-（2009年） - 時雨 役
- 忠臣蔵・義士銘々伝異聞（2009年）
- 音遊び・想い・歌遊び（2009年）
- 秩父の夜は更けて（2010年） - 紋 役
- オペラ椿姫（2010年）
- 鍵束の館（2011年） - 赤松妙 役
- とりあえずの死（2011年） - 滝海 役
- 風は故郷へ（2011年）
- Spiritual Music Ritual（2011年）
- 終の檻（2012年） - 古畑登美 役
- 男冬村村会議事録（2012年） - 良子 役
- 大往生（2013年）
- プロポーズ（2013年）
- 白浪五人女（2013年）
- 月闇の詩-羽衣の調べ-（2013年） - 羅祥 役
- 想定外（2014年）
- 大往生（2014年）
- 月闇の詩‐竹取の調べ‐（2014年）
- 少々乱暴（2015年）
- ノイズ-Function Error into the Blue-（2015年） - レッド 役
- 薔薇色の明日（2016年） - 主演
- 曾根崎心中（2016年）

### その他
- 真田丸（2016年） - 信州ことば指導